# 北江口
北江口（きたえぐち）は、大阪府大阪市東淀川区にある町名。現行行政地名は北江口一丁目から北江口四丁目。

## 地理
東淀川区の北東部に位置し、南に南江口、北に井高野、西に相川、東に摂津市と接している。

### 河川
- 神崎川

## 世帯数と人口
2019年（平成31年）3月31日現在の世帯数と人口は以下の通りである。
| 丁目         | 世帯数    | 人口    |
| ------------ | --------- | ------- |
| 北江口一丁目 | 797世帯   | 1,646人 |
| 北江口二丁目 | 786世帯   | 1,443人 |
| 北江口三丁目 | 644世帯   | 1,159人 |
| 北江口四丁目 | 776世帯   | 1,492人 |
| 計           | 3,003世帯 | 5,740人 |

### 人口の変遷
国勢調査による人口の推移。
| 1995年（平成7年）  | 7,403人 | [ 5 ] |  |
| 2000年（平成12年） | 6,830人 | [ 6 ] |  |
| 2005年（平成17年） | 7,004人 | [ 7 ] |  |
| 2010年（平成22年） | 6,546人 | [ 8 ] |  |
| 2015年（平成27年） | 6,177人 | [ 9 ] |  |

### 世帯数の変遷
国勢調査による世帯数の推移。
| 1995年（平成7年）  | 2,659世帯 | [ 5 ] |  |
| 2000年（平成12年） | 2,615世帯 | [ 6 ] |  |
| 2005年（平成17年） | 2,881世帯 | [ 7 ] |  |
| 2010年（平成22年） | 2,831世帯 | [ 8 ] |  |
| 2015年（平成27年） | 2,848世帯 | [ 9 ] |  |

## 事業所
2016年（平成28年）現在の経済センサス調査による事業所数と従業員数は以下の通りである。
| 丁目         | 事業所数  | 従業員数 |
| ------------ | --------- | -------- |
| 北江口一丁目 | 14事業所  | 242人    |
| 北江口二丁目 | 17事業所  | 52人     |
| 北江口三丁目 | 9事業所   | 30人     |
| 北江口四丁目 | 61事業所  | 363人    |
| 計           | 101事業所 | 687人    |

## 交通

### 鉄道
- 大阪市高速電気軌道
  - 今里筋線 井高野駅

## 施設
- 大阪市消防局 東淀川消防署 井高野出張所
- 瑞光第二幼稚園
- サンディ 北江口店

## その他

### 日本郵便
- 〒533-0002[3]（集配局：東淀川郵便局[11]）